# Children (композиција)
"Children" (срп. Деца) је први и најуспешнији сингл тренс извођача Роберта Мајлса, са његовог деби албума Дримленд (Dreamland). Сингл је у неколико земаља добио златни и платинасти статус, а у више од 12 земаља био је на врху листе најпродаванијих синглова. Једна је од најпопуларнијих нумера поджанра хаус музике који се у то време стварао, дрим хауса. Мајлс је неколико пута ремиксовао ову песму.
Мајлс је исказао два мотива за писање ове песме: Први су биле фотографије деце жртава рата у Југославији, које му је донео отац по повратку са хуманитарне мисије ; Други је био све већи број жртава саобраћајних несрећа у Италији, услед превеликог узубуђења, као и конзумирања дроге и алкохола на рејв журкама. Мајлс је хтео да направи благу, лагану нумеру којом ће завршавати своје сетове, како би смирио посетиоце журки и спречио потенцијалне саобраћајне несреће.